# 深谷悠
深谷 悠（ふかや ゆう、10月4日 - ）は、日本の男性声優。茨城県出身。81プロデュース所属。

## 人物
趣味・特技にはイラスト、おもちゃ集め、メカニックデザインを挙げている。
ロボットが好きで、趣味でロボットの絵を描いたり、オリジナルメカをデザインしたりしている。小さい頃から描いていたこと、例え人間の骨格のつくりから外れていても、それ自体も個性になることからロボットの絵を描くのが好きだという。
本人との双子の弟がいる。

## 出演

### テレビアニメ
- GO-GO たまごっち!（2014年、エキストラ）
- 四月は君の嘘（2014年、男子生徒）
- プリパラ（2014年、田中くん）
- UTOPA（2016年、ルート）

### OVA
- 12歳。（2014年、男子B、男子2） - 『ちゃお』2014年10、12月号付録

### ゲーム
- ナイトスリンガー（2016年、クーン、アイアンマスク、クヌド 他）

### テレビ番組
- すすめ!キッチン戦隊クックルン（2013年 - 2015年、ミント、アイス 他）

### ラジオドラマ
- 青春アドベンチャー『クラバート』（2016年、ヴィトコー）
- 飛べ!京浜ドラキュラ 〜2016〜（2016年、あけぼの）

### オーディオブック
- 女子モテな妹と受難な俺（2020年、高野）
- 俺と彼女の恋を超能力が邪魔している。（2021年、大貫蔵人 ほか[10]）

### 吹き替え

#### 映画
- グースバンプス モンスターと秘密の書（チャンプ）

#### テレビドラマ
- ゲームシェイカーズ（ランス）
- サム・アセンブリー ティーンエイジャーCEO（アスター）
- サム&キャット（ルーカス）
- ハンク ‐ちょっと特別なボクの日常‐（フランキー）

#### アニメ
- ちいさなプリンセス ソフィア（フルーク）
- ハービー・ストリート・キッズ（賢者のボビー）
- ヒックとドラゴン：新たな世界へ!（グスタフ）

### パチスロ
- 喧嘩祭（月兎）

### その他コンテンツ
- ニコニコ生放送『泰勇気のロボ生っ!』
- 遥かなるルネサンス 天正遣欧少年使節がたどったイタリア展（朗読）